# Olyka
Olyka (ukrainisch Олика; russisch Олыка, polnisch Ołyka) ist eine Stadt (bis April 2025 eine Siedlung städtischen Typs) in der Ukraine mit etwa 3100 Einwohnern. Sie liegt am Flüsschen Putyliwka in der Oblast Wolyn im Rajon Luzk, das ehemalige Rajonszentrum Kiwerzi ist etwa 32 Kilometer nordwestlich gelegen, die Oblasthauptstadt Luzk etwa 35 Kilometer westlich.

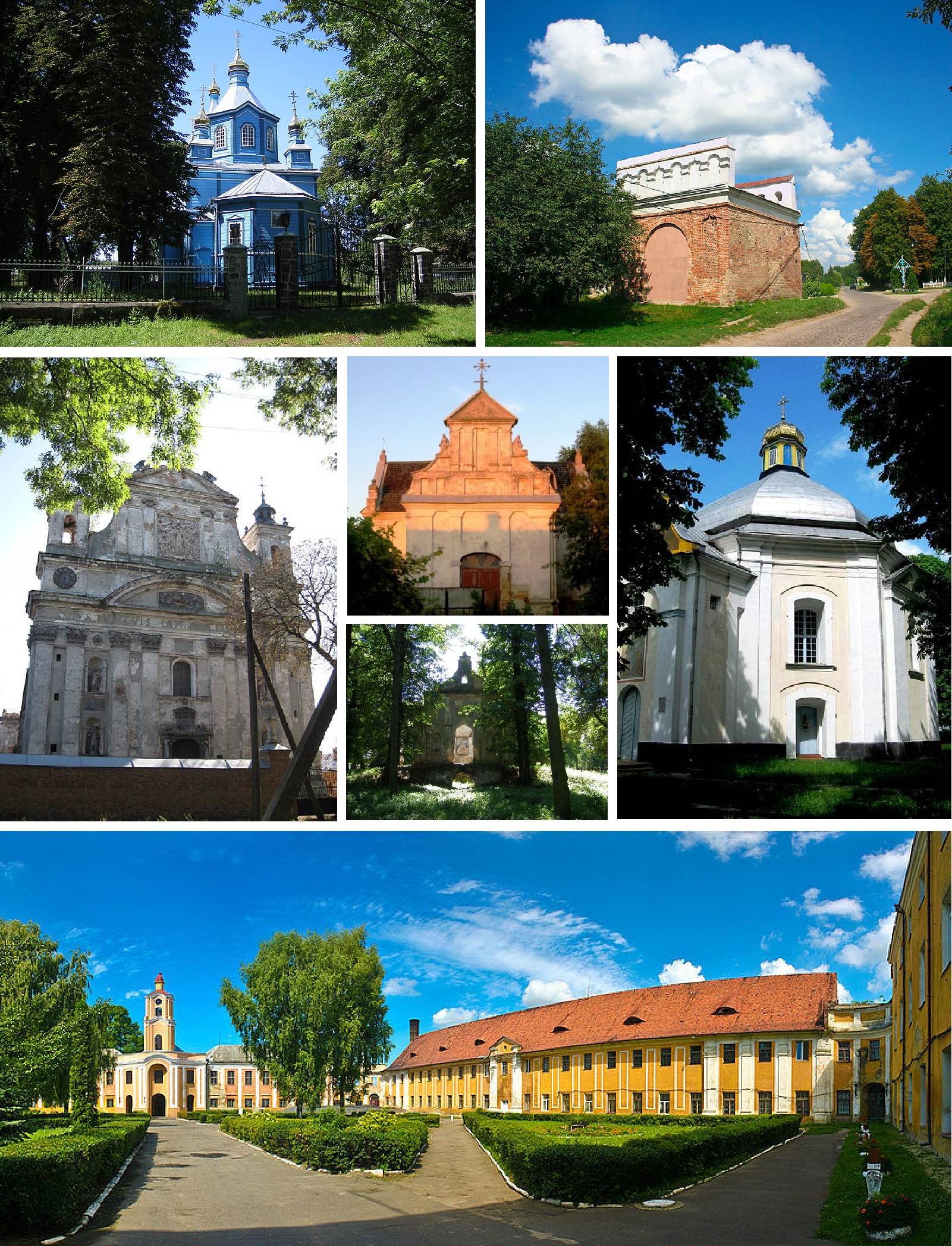
Sehenswürdigkeiten in Olyka

## Geschichte
Der Ort wurde im 1149 zum ersten Mal schriftlich erwähnt, bekam 1564 das Magdeburger Stadtrecht zugesprochen und lag später als Ołyka bis 1795 als Teil der Adelsrepublik Polen-Litauen in der Woiwodschaft Wolhynien. Danach kam es zum neugegründeten Gouvernement Wolhynien als Teil des Russischen Reiches. Der Großgrundbesitz und das Schloss gehörten ursprünglich der Familie Kiszka und dann, zusammen mit Schloss Njaswisch, ab 1533 bis 1945 der Familie Radziwiłł.
Österreichische Truppen waren im Ersten Weltkrieg in der Stadt und am 11. September 1915 fand die Uraufführung des Rainermarsches statt, der für das K.u.k. Infanterieregiment Nr. 59 komponiert wurde. Nach dem Ende des Ersten Weltkriegs wurde der Ort ein Teil der Zweiten Polnischen Republik (Woiwodschaft Wolhynien, Powiat Łuck, Gmina Ołyka). Infolge des Hitler-Stalin-Pakts besetzte die Sowjetunion 1939 das Gebiet. Nach dem deutschen Überfall auf die Sowjetunion im Juni 1941 war der Ort bis 1944 unter deutscher Herrschaft. Die bereits seit dem späten 16. Jahrhundert in Olyka ansässige jüdische Gemeinde wurde während des Holocaust am 29. Juli 1942 ermordet. Die aus dem späten 19. Jahrhundert stammende hölzerne Synagoge wurde danach zerstört.
Nach dem Zweiten Weltkrieg kam Olyka wieder zur Sowjetunion und wurde in die Ukrainische SSR eingegliedert. Seit 1940 hatte der Ort den Status einer Siedlung städtischen Typs, 1991 kam die Siedlung zur neu entstandenen Ukraine.

## Verwaltungsgliederung
Am 12. Juni 2020 wurde die Siedlung zum Zentrum der neugegründeten Siedlungsgemeinde Olyka (Олицька селищна громада/Olyzka selyschtschna hromada). Zu dieser zählen auch noch die 16 in der untenstehenden Tabelle aufgelisteten Dörfer, bis dahin bildete die Siedlung zusammen mit den Dörfern Lytschany und Metelne die gleichnamige Siedlungsratsgemeinde Olyka (Олицька селищна рада/Olyzka selyschtschna rada) im Süden des Rajons Kiwerzi.
Am 17. Juli 2020 wurde der Ort Teil des Rajons Luzk.
Folgende Orte sind neben dem Hauptort Olyka Teil der Gemeinde:
| Name                     | Name       | Name                      | Name        | Name |
| ukrainisch transkribiert | ukrainisch | russisch                  | polnisch    |      |
| ------------------------ | ---------- | ------------------------- | ----------- | ---- |
| Chromjakiw               | Хром'яків  | Хромяков (Chromjakow)     | Chromiaków  |      |
| Derno                    | Дерно      | Дерно                     | Derno       |      |
| Didytschi                | Дідичі     | Дедычи (Dedytschi)        | Didycze     |      |
| Horjaniwka               | Горянівка  | Горяновка (Gorjanowka)    | Horianówka  |      |
| Kotiw                    | Котів      | Котов (Kotow)             | Kotów       |      |
| Lytschany                | Личани     | Лычаны                    | Letczany    |      |
| Metelne                  | Метельне   | Метельное (Metelnoje)     | Metelno     |      |
| Moschtschanyzja          | Мощаниця   | Мощаница (Moschtschaniza) | Moszczanica |      |
| Nossowytschi             | Носовичі   | Носовичи (Nossowitschi)   | Nosowicze   |      |
| Oderady                  | Одеради    | Одерады                   | Oderady     |      |
| Pokaschtschiw            | Покащів    | Покащов (Pokaschtschow)   | Pokaszczów  |      |
| Putyliwka                | Путилівка  | Путиловка (Putilowka)     | Litwa       |      |
| Salissotsche             | Залісоче   | Залесочье (Salessotschje) | -           |      |
| Schornyschtsche          | Жорнище    | Жорнище (Schornischtsche) | Żorniszcze  |      |
| Stawok                   | Ставок     | Ставок                    | Stawek      |      |
| Tschemeryn               | Чемерин    | Чемерин (Tschemerin)      | Czemeryn    |      |